# Góry Albańskie
Góry Albańskie (wł. Colli Albani) rozciągają się na terenie Kampanii Rzymskiej, gdzie znajduje się grupa wygasłych wulkanów. Położone są ok. 20 km na południowy wschód od Rzymu i ok. 24 km na północ od Anzio.
Najwyższym szczytem gór jest Maschio delle Faete (956 m n.p.m.), natomiast drugim (949 m n.p.m.), lecz bardziej znanym jest leżący niedaleko Monte Cavo (łac. Albanus mons). W miejscach dwóch kalder znajdują się jeziora wulkaniczne: Albano i Nemi.
Skała, z której zbudowane są te góry, nazywana jest peperynem (peperino). Jest to rodzaj tufu wulkanicznego, który nadaje się do wykorzystania w budownictwie, a także jako podłoże dla warstw gleby, na których prowadzona jest uprawa winorośli.